# Каламиански елен
Каламиански елен (Axis calamianensis), наричан също филипински елен, е вид бозайник от семейство Еленови (Cervidae). Видът е застрашен от изчезване.

## Разпространение и местообитание
Разпространен е във Филипините.